# Caetano Pinto de Miranda Montenegro
Caetano Pinto de Miranda Montenegro, primeiro barão, visconde com grandeza e marquês de Vila Real da Praia Grande ComC (Lamego, 16 de setembro de 1748 — Rio de Janeiro, 11 de janeiro de 1827), foi um magistrado e político luso-brasileiro.
Era o governador da Capitania de Pernambuco à época da Revolução Pernambucana, e foi o primeiro ministro da Justiça do Brasil.

## Biografia
Caetano Pinto de Miranda Montenegro foi capitão-general e governador de Pernambuco de 1804 a 1817, quando foi deposto por ocasião da Revolução Pernambucana.
Integrou o ministério do imperador D. Pedro I na pasta da Justiça, nos gabinetes de 16 de janeiro de 1822 e 17 de julho de 1823, desmembrado do Ministério do Império por José Bonifácio de Andrada e Silva.
Foi senador do Império do Brasil de 1826 a 1827. Foi feito marquês pelo imperador.
Filho de Bernardo José Pinto de Meneses de Sousa Melo e Almeida Correia de Miranda Montenegro, fidalgo escudeiro da casa real de Portugal, e de Antônia Matilde Leite Pereira de Bulhões. Casou com Maria da Encarnação Carneiro de Figueiredo Sarmento, com quem teve dois filhos: Margarida Máxima Pinto de Miranda Montenegro e Caetano Pinto de Miranda Montenegro Filho, segundo visconde de Vila Real da Praia Grande.
Foi fidalgo escudeiro da casa real de Portugal e comendador da Ordem Militar de Cristo. Pertenceu ao conselho imperial.

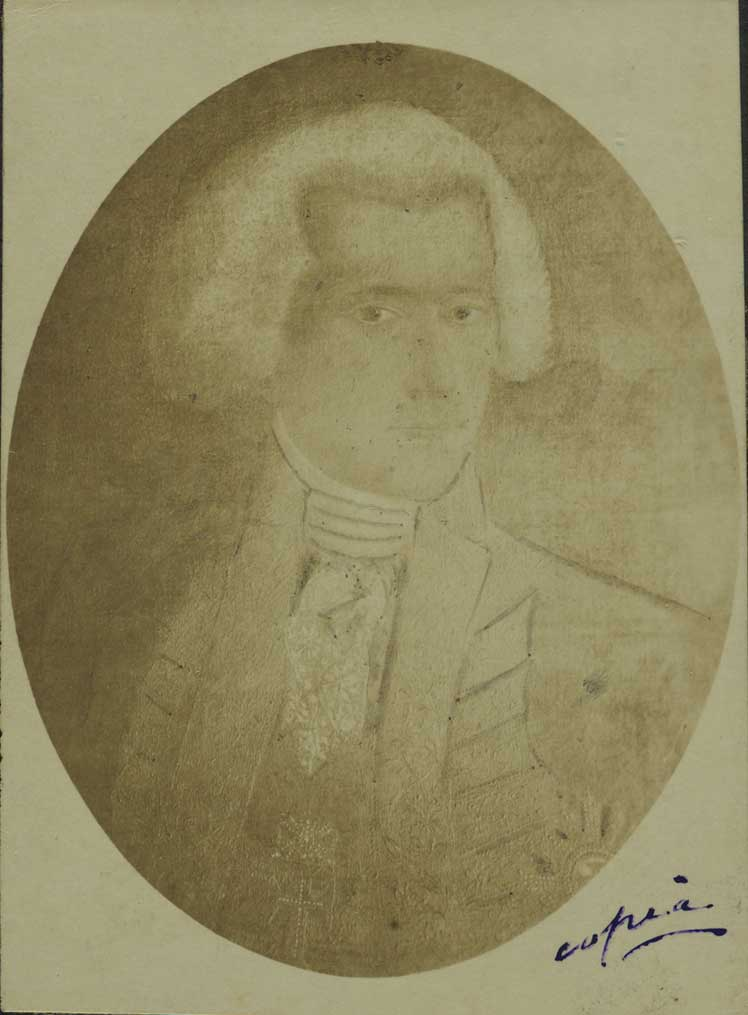
Capitão General Caetano Pinto de Miranda Montenegro
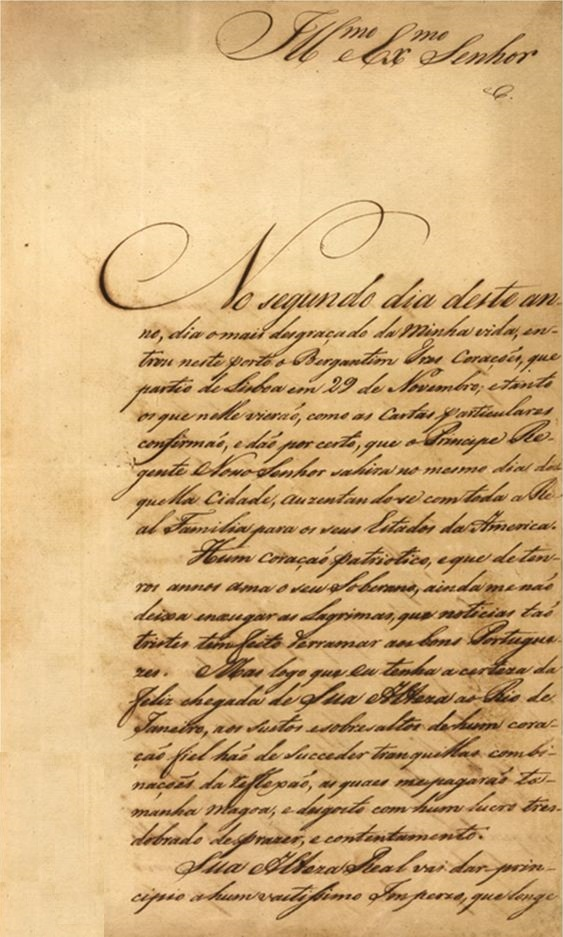
Carta do governador de Pernambuco, Caetano Pinto de Miranda Montenegro, na qual expressa tristeza pela partida do príncipe regente de Portugal, mas vislumbra possibilidade de riquezas com a sua chegada ao Brasil, em 1808. Arquivo Nacional
Armas do marquês de Vila Real da Praia Grande, as mesmas das famílias Pinto, Miranda, Silveira e Montenegro